# La Oreja de Van Gogh
La Oreja de Van Gogh (abreujat en ocasions com LOVG o LODVG) és un grup musical de gènere pop-rock originari de Donostia, País Basc. La seva trajectòria al món de la música va començar formalment el 1996. La banda està formada per Pablo Benegas, Álvaro Fuentes, Xabi San Martín, Haritz Garde i Leire Martínez, encara que la vocalista durant els primers onze anys va ser Amaia Montero, qui el 2007 va deixar la formació per iniciar la seva carrera com a solista.
Han obtingut premis com el Grammy Llatí, MTV Europe Music Awards, Premis Ondas, Premis de la Música, Premi Lo Nuestro, la Gavina de Plata del Festival de Viña del Mar, entre molts altres. Segons acrediten els Productors de Música d'Espanya (PROMUSICAE), la banda compta amb 3.260.000 àlbums certificats en la seva carrera musical només a Espanya.

## Creació i evolució
El grup es va formar el 1996 a Sant Sebastià per joves que es van conèixer a la universitat participant en grups activistes contra l'entorn abertzale. Inicialment estava compost per quatre membres: el guitarrista Pablo Benegas, fill de Txiki Benegas, qui havia estat President del PSE-PSOE, el baixista Álvaro Fuentes, el teclista Xabi San Martín, que també feia de vocalista, i el bateria Haritz Garde. Tocaven rock alternatiu d'altres grups com a aficionats. Posteriorment van començar a professionalitzar-se i compongueren les seves primeres cançons i cercaren un vocalista més adequat. Després de diversos intents amb gent coneguda, Pablo Benegas contacta amb Amaia Montero i li proposa entrar al grup. Amaia accepta i forma part del grup durant una dècada.
Al principi només tocaven als bars en què coneixien el cap, però van decidir presentar-se al V concurs de pop-rock de la ciutat de Sant Sebastià. Per això van gravar una maqueta i la van presentar al jurat. El grup va guanyar el concurs, fet que els va proporcionar l'oportunitat de firmar un contracte amb Sony Music. El 1998, l'àlbum clau del grup, anomenat Dile al Sol es va posar a la venda, aconseguint llocs molt alts a les llistes de vendes i el Premi Ondas a l'Artista de l'Any.
Aquell primer disc, però només fou gravat per Amaia Montero, i tota la instrumentació aniria a càrrec de músics professionals, ja que els membres de La Oreja de Van Gogh en aquells moments no tenien prou formació ni experiència professional per interpretar el repertori, i el termini d'un mes i mig que imposà Sony Music no era suficient i el productor Alejo Stivel opinava que haurien necessitat almenys un any d'assajos i era inviable. Aquell equip de músics també gravà els àlbums 19 días y 500 noches (1999) de Joaquín Sabina i el debut de El canto del loco (2000). Els noms dels professionals que van participar en l'enregistrament apareixen als crèdits del disc, i foren Josu García com a assistent de producció, corista i guitarrista, Marcelo Fuentes com a baixista, Fernando Samalea com a bateria i Francis Amat al piano del senzill Cuéntame al oído.
Després de moltes gires, van publicar dos discs més, El Viaje de Copperpot i Lo que te conté mientras te hacías la dormida, consolidant-se com un dels grups amb més vendes a Espanya i Llatinoamèrica.
Amb el seu quart disc, Guapa (2006) es converteix en el primer grup espanyol en treure l'àlbum per telèfons mòbils abans que per botigues de música.
En total, el grup donostiarra ha venut més de 8 milions de còpies dels seus discs. Fins a la data Guapa ha venut més de 700.000 còpies a Espanya i Amèrica.
El 19 de novembre de 2007 Amaia Montero, la vocalista del grup, va anunciar que es retirava del grup per a iniciar la seva carrera musical en solitari. Els altres components del grup van seguir endavant amb el grup. El 2 de setembre de 2008 amb la seva nova vocalista Leire Martínez donaren a conèixer el seu cinquè disc A las cinco en el Astoria.

## Estil musical
L'estil musical de La Oreja de Van Gogh es caracteritza per l'ús de sons suaus i melòdics, oscil·lant entre cançons molt melòdiques i altres amb un to més fosc proper al pop-rock. Això els fa uns fidels representants de l'anomenat Donosti Sound o So de Sant Sebastià, nom que recorda l'estil musical dels grups de pop-rock amb més èxit formats a Sant Sebastià des dels anys 80.

## Membres

### Membres actuals
- Pablo Benegas – guitarra (1996–present)
- Xabi San Martín – teclats (1996–present)
- Álvaro Fuentes  – baixos (1996–present)
- Haritz Garde – bateria (1996–present)

### Membres anteriors
- Amaia Montero – veu (1996–2007)
- Leire Martínez – veu (2008–2024)
- Luis Meyer – guitarra (1996)

## Discografia
| Any        | Àlbum                                         | Vendes mundials |
| ---------- | --------------------------------------------- | --------------- |
| 18/5/1998  | Dile al sol                                   | +1.000.000      |
| 11/9/2000  | El viaje de Copperpot                         | +2.000.000      |
| 28/4/2003  | Lo que te conté mientras te hacías la dormida | +1.500.000      |
| 25/4/2006  | Guapa                                         | +1.000.000      |
| 02/9/2008  | A las cinco en el Astoria                     | +600.000 còpies |
| 13/9/2011  | Cometas por el cielo                          | +300.000 còpies |
| 04/11/2016 | El planeta imaginario                         |                 |
| 18/09/2020 | Un susurro en la tormenta                     |                 |

Reedicions
- 2006: Más guapa

Àlbums recopilatoris
- 2003: Rarezas
- 2004: París
- 2006: LOVG 1996-2006
- 2008: LOVG - Grandes éxitos
- 2009: Nuestra casa a la izquierda del tiempo[12][13][14]
- 2021: Esencial: La Oreja De Van Gogh

Àlbums en DVD o directe
- 2002 La Oreja de Van Gogh (Video)
- 2004 La Oreja de Van Gogh en directo, gira 2003
- 2010 Un viaje al Mar Muerto
- 2012 Cometas por el Cielo - En directo desde América
- 2013 Primera Fila

Àbums Remix
- 2012 Cometas Por El Cielo (Remixes)

### Senzills
Dile al sol
- El 28 (1998)
- Soñaré (1998)
- Cuéntame Al Oído (1999)
- Pesadilla (1999)
- Dile al Sol (1999)
- Que puedo pedir (1999)
- El libro (1999)
- La estrella y la Luna (2000)

El viaje de Copperpot
- Cuidate (2000)
- París (2000)
- La playa (2001)
- Pop (2001)
- Soledad (2001)
- Mariposa (2001)
- Tu Pelo (2002)
- La chica del gorro azul (2002)
- Tantas cosas que contar

Lo que te conté mientras te hacías la dormida
- Puedes contar conmigo (2003) - # 1 E
- 20 de enero (2003) - # 1 E
- Rosas (2003) - # 1 E
- Deseos de cosas imposibles (2004) - # 4 E
- Vestido azul (2004) - # 1 E
- Geografía (2004) - # 6 E
- Historia de un sueño (2004) - # 15 E
- Bonustrack (2004) - # 9 E

Guapa
- Muñeca De Trapo (2006) - # 1 E
- Dulce locura (2006) - # 1 E
- Perdida (2006)
- En mi lado del sofá (2007) - # 1 E

A las cinco en el Astoria
- El último vals (2008) - # 1 E
- Inmortal (2008)
- Jueves (2009)
- Europa VII (2009)

Nuestra casa a la izquierda del tiempo
- Cuéntame Al Oído (2009)

Cometas en el cielo
- La niña que llora en tus fiestas (2011)
- Cometas por el cielo (2011)
- Día cero (2012)

Plan Ballantines
- Otra vez me has sacado a bailar (2013)

Primera Fila
- El primer día del resto de mi vida (2013)
- María (2013)

El planeta imaginario
- Verano (2016)
- Diciembre (2016)
- Estoy contigo (2017)
- Esa chica (2018)

Sense àlbum
- La chica del espejo (2018)
- Confía en el viento (2019)
- Haizeaz Fidatu (2019)
- Let the wind guide you (2019)

Un susurro en la tormenta
- Abrázame (2020)
- Durante una mirada (2020)

## Gires musicals

### Com artistes principals
- 1998-1999: Tour Dile al Sol
- 2001-2002: Tour El Viaje de Copperpot
- 2003-2005: Tour Lo Que Te Conté Mientras Te Hacías La Dormida
- 2006-2007: Tour Guapa
- 2008-2010: Tour A las cinco en el Astoria
- 2011-2012: Tour Cometas por el cielo
- 2013-2015: Gira primera fila
- 2016-2018: El Planeta Imaginario Tour
- 2021-2022: Un Susurro En La Tormenta Tour

### Col·laboratives
- 2003: Gira Movistar Activa (amb El Canto del Loco)
- 2007: Gira LKXA (amb Dover i Coti)
- 2009: Juntos e Inolvidable Tour (amb Reik)